# Gombari
Gombari ist eine Siedlung im Dungu-Territorium, Provinz Haut-Uele, in der Demokratischen Republik Kongo.

## Lage
Gombari liegt im Süden der Provinz Haut-Uele. Es befindet sich am linken (südlichen) Ufer des Flusses Bomokandi, wo der Fluss von der Autobahn RN26 überquert wird.
Die Klimaklassifikation nach Köppen lautet Aw: Tropische Savanne, feucht.

## Geschichtliches
Belgische Kolonisten errichteten einen Posten in Gombari. Während einer Zeit weit verbreiteter Rebellion im Uele-Distrikt 1886 beschloss der lokale Befehlshaber Ernest Baert, alle Posten flussaufwärts von Djabir und Ibembo außer Dungu, Akka, Mundu und Gombari aufzugeben. Er plante, Gombari über eine Route vom Ituri-Fluss aus zu versorgen, um als Versorgungsbasis für Operationen in Richtung Albertsee und Bahr-el-Djebel zu dienen, die zur Wiederbesetzung der Lado-Enklave genutzt werden könnten.